# PGC 68171
LEDA/PGC 68171 ist eine Spiralgalaxie vom Hubble-Typ Sb mit aktivem Galaxienkern im Sternbild Eidechse am Nordsternhimmel, die schätzungsweise 210 Millionen Lichtjahre von der Milchstraße entfernt ist. Sie ist Mitglied der NGC 7223-Gruppe (LGG 453).
Die Typ-II-Supernova SN 2001cy wurde hier beobachtet.